# Logba (Volk)
Die Logba sind ein Volk Ghana. In Ghana leben die Logba im Südosten des Landes. 
Die Logba sind ein anderes Volk, als die Dompago aus Togo und Benin, deren alternative Bezeichnung ebenfalls (Logba) lautet. Die Avatime und die Nyangbo sind direkte Nachbarn der Logbe. Die Siedlungsgebiete der Logba, Nyamgbo und der Avatime liegen wie eine Insel im Siedlungsgebiet der Twi im Südosten des Landes.
Sie sprechen das Logba als Muttersprache.